# Liste des champions olympiques cubains
Liste des sportifs cubains  (par sport et par chronologie) médaillés d'or lors des Jeux olympiques d'été et d'hiver, à titre individuel ou par équipe, de 1900 à 2008.

## Jeux olympiques d'été

### Athlétisme
| Nom                | Discipline(s)         | Année(s) |
| Alberto Juantorena | 400 m (H)             | 1976     |
| Alberto Juantorena | 800 m (H)             | 1976     |
| Maria Colon        | Lancer du javelot (F) | 1980     |
| Javier Sotomayor   | Saut en hauteur (H)   | 1992     |
| Maritza Martén     | Lancer du disque (F)  | 1992     |
| Anier Garcia       | 110 m haies (H)       | 2000     |
| Ivan Pedroso       | Saut en longueur (H)  | 2000     |
| Yumileidi Cumbá    | Lancer du poids (F)   | 2004     |
| Osleidys Menendez  | Lancer du javelot (F) | 2004     |
| Dayron Robles      | 110 m haies (H)       | 2008     |

### Baseball
| Nom | Discipline(s) | Année(s) |
| Antonio Pacheco Massó, Juan Carlos Pérez, Ermidelio Urrutia, Luis Alverez, Alberto Hernandez, Lázaro Alverez, Omar Linares, Germán Mesa, Juan Padilla (en), Lourdes Gourriel Delgado, José Estrada González, Osvaldo Fernández, Orlando Hernández, Giorge Diaz, Omar Ajete, Victor Mesa Martinez, Jorge Luis Valdes, José Delgado, Rolando Arrojo, Orestes Kindelán                                    | Tournoi (H)   | 1992     |
| Juan Manrique Garcia, Orestes Kindelan, Antonio Scull, Alberto Hernández, Antonio Pacheco Massó, Juan Padilla (en), Omar Linares, Lazaro Vargas Alverez, Miguel Caldes Luis, Eduardo Paret, José Estrada González, Rey Isaac Vaillant, Luis Ulacia Alverez, Pedro Luis Lazo, Eliecer Montes de Oca, José Contreras, Omar Luis Martinez, Omar Ajete, Ormari Romero, Jorge Fumero                        | Tournoi (H)   | 1996     |
| Danny Betancourt, Luis Borroto, Frederich Cepeda, Yorelvis Charles, Michel Enríquez, Norberto González, Yulieski Gourriel, Pedro Luis Lazo, Roger Machado, Jonder Martínez, Danny Miranda, Frank Montieth, Vicyohandri Odelin, Adiel Palma, Eduardo Paret, Ariel Pestano, Alexei Ramirez, Eriel Sánchez, Antonio Scull, Carlos Tabares, Yoandry Urgellés, Osmani Urrutia, Manuel Vega, Norge Luis Vera | Tournoi (H)   | 2004     |

### Boxe
| Nom                    | Discipline(s)                          | Année(s)  |
| Orlando Martínez       | Poids coq 51–54 kg                     | 1972      |
| Emilio Correa          | Poids super-légers 60-63.5 kg          | 1972      |
| Teófilo Stevenson      | Poids lourds +81 kg                    | 1972      |
| Jorge Hernández        | Poids mi-mouche -48 kg                 | 1976      |
| Ángel Herrera          | Poids plume 54–57 kg                   | 1976      |
| Teofilo Stevenson      | Poids lourds +81 kg                    | 1976      |
| Juan Hernández Pérez   | Poids coq 51–54 kg                     | 1980      |
| Ángel Herrera          | Poids légers 57–60 kg                  | 1980      |
| Andres Aldama          | Poids welters 63.5–67 kg               | 1980      |
| Armando Martinez       | Poids super-moyens 67–71 kg            | 1980      |
| José Gómez             | poids moyens 71–75 kg                  | 1980      |
| Teofilo Stevenson      | Poids lourds +81 kg                    | 1980      |
| Rogelio Marcelo        | Poids mi-mouche -48 kg                 | 1992      |
| Joel Casamayor         | Poids coq 51–54 kg                     | 1992      |
| Héctor Vinent          | Poids super-léger 60-63.5 kg           | 1992      |
| Juan Carlos Lemus      | Pods super-moyens 67–71 kg             | 1992      |
| Ariel Hernandez        | Poids moyens 71–75 kg                  | 1992      |
| Felix Savon            | Poids lourds 81–91 kg                  | 1992      |
| Roberto Balado         | Poids super-lourds 91 kg               | 1992      |
| Maikro Romero          | Poids mouche 48–51 kg                  | 1996      |
| Héctor Vinent          | Poids super-légers 60-63.5 kg          | 1996      |
| Ariel Hernandez        | Poids moyens 71–75 kg                  | 1996      |
| Felix Savon            | Poids lourds 81–91 kg                  | 1996      |
| Guillermo Rigondeaux   | Poids coq 51–54 kg                     | 2000      |
| Mario Kindelan         | Poids légers 57–60 kg                  | 2000      |
| Jorge Gutierrez        | Poids moyens 71–75 kg                  | 2000      |
| Felix Savon            | Poids lourds 81–91 kg                  | 2000      |
| Yan Bartelemí          | Poids mi-mouche -48 kg                 | 2004      |
| Yuriorkis Gamboa       | Poids mouche 48–51 kg                  | 2004      |
| Guillermo Rigondeaux   | Poids coq 51–54 kg                     | 2004      |
| Mario Kindelán         | Poids légers 57–60 kg                  | 2004      |
| Odlanier Solis         | Poids lourds 81–91 kg                  | 2004      |
| Robeisy Ramirez        | Poids mouches -52 kg Poids coqs -56 kg | 2012 2016 |
| Roniel Iglesias        | Poids super-légers -64 kg              | 2012      |
| Arlen López            | Poids moyens -75 kg                    | 2016      |
| Julio César de la Cruz | Poids mi-lourds -81 kg                 | 2016      |

### Escrime
| Nom                   | Discipline(s)   | Année(s) |
| Ramón Fonst           | Épée (H)        | 1900     |
| Ramón Fonst           | Fleuret (H)     | 1904     |
| Ramón Fonst           | Épée (H)        | 1904     |
| Manuel Diaz           | Sabre (H)       | 1904     |
| Albertson Van Zo Post | Singlestick (H) | 1904     |

### Haltérophilie
| Nom          | Discipline(s) | Année(s) |
| Daniel Núñez | 52–56 kg (H)  | 1980     |
| Pablo Lara   | 70–76 kg (H)  | 1996     |

### Judo
| Nom                     | Discipline(s)      | Année(s) |
| Héctor Rodríguez Torres | Moins de 63 kg (H) | 1976     |
| Odalis Revé Jiménez     | Moins de 66 kg (F) | 1992     |
| Driulis Gonzalez        | Moins de 56 kg (F) | 1996     |
| Legna Verdecia          | Moins de 52 kg (F) | 2000     |
| Sibelis Veranes         | Moins de 70 kg (F) | 2000     |
| Idalys Ortíz            | Plus de 78 kg (F)  | 2012     |

### Lutte
| Nom              | Discipline(s)                                             | Année(s)  |
| Alejandro Puerto | Lutte libre Poids coq 52–57 kg (H)                        | 1992      |
| Héctor Milián    | Lutte gréco-romaine Poids lourds 90–100 kg (H)            | 1992      |
| Feliberto Ascuy  | Lutte gréco-romaine Poids welters 68–74 kg (H)            | 1996      |
| Filiberto Ascuy  | Lutte gréco-romaine Poids légers 63–69 kg (H)             | 2000      |
| Yandro Quintana  | Lutte libre Poids plume 55–60 kg (H)                      | 2004      |
| Mijain Lopez     | Lutte gréco-romaine Poids super-lourds jusqu'à 120 kg (H) | 2008 2012 |

### Taekwondo
| Nom         | Discipline(s)         | Année(s) |
| Ángel Matos | Poids moyens 68–80 kg | 2000     |

### Tir
| Nom         | Discipline(s)                  | Année(s) |
| Leuris Pupo | Pistolet à 25 m tir rapide (F) | 2012     |

### Volley-ball
| Nom | Discipline(s) | Année(s) |
| Regla Maritza Bell, Mercedes Calderon Martinez, Magaly Carvajal, Marlenis Costa, Ana Ibis Fernandez, Idalmis Gato, Lilia Izquierdo, Norka Latamblet, Mireya Luis, Raisa O'Farrill, Tania Ortiz Calvo, Regla Torres | Tournoi (F)   | 1992     |
| Taismary Agüero, Regla Maritza Bell, Magaly Esther Carvajal, Marlenis Costa, Ana Ibis Fernandez, Mirka Francia, Idalmis Gato, Lilia Izquierdo, Mireya Luis, Raisa O'Farrill, Yumilka Ruiz, Regla Torres            | Tournoi (F)   | 1996     |
| Yumilka Ruiz, Marlenis Costa, Mireya Luis, Lilia Izquierdo, Idalmis Gato, Regla Bell, Regla Torres, Taismary Agüero, Ana Ibis Fernandez, Mirka Francia, Marta Sánchez, Zoila Barros                                | Tournoi (F)   | 2000     |

## Cubains dans des équipes mixtes

### Escrime
| Nom                                           | Discipline(s)          | Année(s) |
| Ramón Fonst Manuel Diaz Albertson Van Zo Post | Fleuret par équipe (H) | 1904     |